# Vireo leucophrys
A Vireo leucophrys a madarak osztályának verébalakúak (Passeriformes) rendjébe és a lombgébicsfélék (Vireonidae) családja tartozó faj.

## Rendszerezése
A fajt Frédéric de Lafresnaye francia ornitológus írta le 1844-ben, a Hylophilus nembe Hylophilus leucophrys néven.

## Alfajai
- Vireo leucophrys amauronotus Salvin & Godman, 1881
- Vireo leucophrys bulli J. S. Rowley, 1968
- Vireo leucophrys costaricensis (Ridgway, 1903)
- Vireo leucophrys dissors Zimmer, 1941
- Vireo leucophrys dubius (A. R. Phillips, 1991)
- Vireo leucophrys eleanorae Sutton & Burleigh, 1940
- Vireo leucophrys josephae P. L. Sclater, 1859
- Vireo leucophrys laetissimus (Todd, 1924)
- Vireo leucophrys leucophrys (Lafresnaye, 1844)
- Vireo leucophrys maranonicus Zimmer, 1941
- Vireo leucophrys mirandae Hartert, 1917
- Vireo leucophrys palmeri (A. R. Phillips, 1991)
- Vireo leucophrys strenuus Nelson, 1900[2]

## Előfordulása
Mexikó, Costa Rica, Guatemala, Honduras, Salvador, Panama, Bolívia, Ecuador, Kolumbia, Peru és Venezuela területén honos.
Természetes élőhelyei a szubtrópusi és trópusi síkvidéki és hegyi esőerdők, valamint ültetvények. Állandó, nem vonuló faj.

## Megjelenése
Testhossza 11,5-12,5 centiméter, testtömege 11,3-13,4 gramm.

## Életmódja
Rovarokkal és magvakkal táplálkozik.

## Természetvédelmi helyzete
Elterjedési területe és egyedszáma is nagy. A Természetvédelmi Világszövetség Vörös listáján nem fenyegetett fajként szerepel.

## Külső hivatkozások
- Képek az interneten a fajról
- Xeno-canto